# Ada Public Library

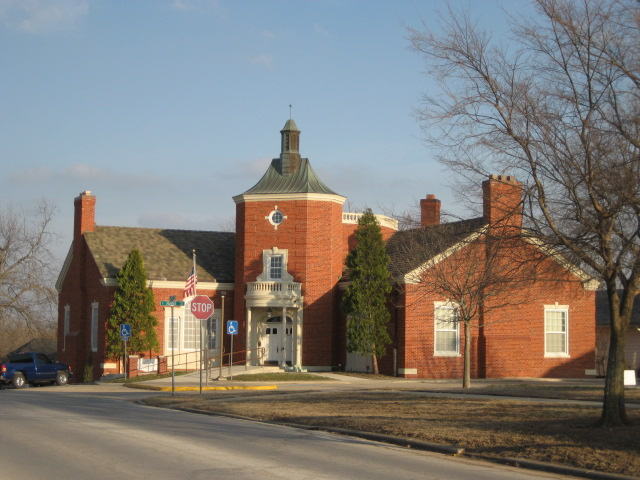
Ada Public Library (Ada Arts and Heritage Center) (2007)

Die Ada Public Library (auch bekannt als Ada Arts and Heritage Center) ist ein historisches ehemaliges Bibliotheksgebäude in Ada im Pontotoc County, im US-Bundesstaat Oklahoma. Das Gebäude liegt an der South Rennie Avenue auf Nummer 400.
Die Bibliothek wurde am 5. Januar 1936 gegründet und befand sich bis zur Fertigstellung des jetzigen Gebäudes 1939, in einem Raum der Old City Hall. 1981 zog die Bibliothek in ein neues Gebäude um, das alte Gebäude beherbergt heute das Museum Ada Arts and Heritage Center. Die Architektur des Gebäudes hält sich im Colonial-Revival-Design. Das Fundament besteht aus Beton, die Mauern aus Backstein, das Dach ist mit Keramikfliesen verlegt. Weitere Baustoffe beinhalten Metall und Stein.
Architekt war Albert S. Ross, den Auftrag bekam die Chapman Construction Company.
Das Ada Public Library wurde am 13. November 1989 unter der Nummer 89001950 in das National Register of Historic Places aufgenommen.